# PCDHA5
PCDHA5‏ (Protocadherin alpha 5) هوَ بروتين يُشَفر بواسطة جين PCDHA5 في الإنسان.